# 岩殿寺 (逗子市)
岩殿寺（がんでんじ）は、神奈川県逗子市久木にある曹洞宗の寺院。山号は海雲山。本尊は十一面観世音菩薩。通称、岩殿観音。逗子八景の1つ。また、一時期逗子に滞在した泉鏡花が当寺をしばしば訪れたことでも知られる。
本尊真言：おん まか きゃろにきゃ そわか
ご詠歌：たちよりて天の岩戸をおし開き 仏をたのむ身こそたのしき

## 歴史
寺伝によれば 養老5年（721年）徳道上人が創建し、行基が十一面観音像を造立して安置したという。
また、鎌倉時代には源頼朝によって寺領が寄進されたという。『吾妻鏡』には源実朝らがしばしば当寺に参詣したことが記される。その後衰退するが、天正19年（1591年）徳川家康によって再興。明治時代の廃仏毀釈で再び衰退した。

## 文化財
- 観音堂 - 1971年12月13日に逗子市指定有形文化財に指定[5]。
- 爪彫地蔵 - 伝空海作

## 所在地
- 神奈川県逗子市久木5丁目7-11

## 交通アクセス
- 横須賀線（JR東日本）逗子駅から徒歩約17分
  - 横須賀・総武快速線のほか、湘南新宿ライン（宇都宮・横須賀系統）も発着する。

## 前後の札所
坂東三十三観音
1 杉本寺　--　2 岩殿寺　--　3 安養院 (鎌倉市)

## 関連文献
- 河井恒久 等編 編「巻之七 岩殿観音堂」『新編鎌倉志』 第5冊、大日本地誌大系刊行会〈大日本地誌大系〉、1915年、136頁。NDLJP:952770/83。